# Zona Sísmica de New Madrid

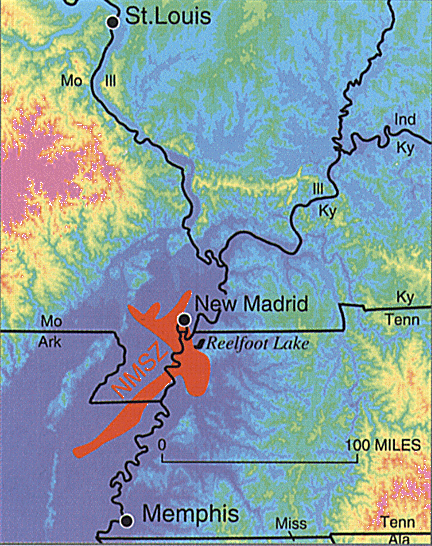
A fenda de Reelfoot e a Zona Sísmica de New Madrid em uma imagem topográfica 3D.

A zona sísmica de New Madrid, é uma grande zona sísmica e uma fonte abundante de sismos intraplacas (tremores de terra dentro de uma placa tectônica) no sul e centro dos Estados Unidos, estendendo-se ao sudoeste de New Madrid, Missouri. O sistema de falhas de New Madrid foi responsável pelos sismos de 1811 e 1812 e tem o potencial de produzir grandes sismos no futuro. Desde 1812, sismos menores e frequentes foram registrados na área. Sismos que ocorrem na Zona Sísmica de New Madrid ameaçam potencialmente partes de oito estados americanos: Illinois, Indiana, Missouri, Arkansas, Kentucky, Tennessee, Oklahoma e Mississippi.

## Localização
A zona sísmica de 240 km (150 milhas), se estende por cinco estados americanos entre: Illinois, Missouri, Arkansas, uma parte do oeste do Tennessee, perto do Lago Reelfoot. E ficando a sudoeste da Zona Sísmica do Vale Wabash em Indiana

## História sismológica
A zona teve quatro dos maiores sismos da América do Norte registrados na história, com magnitudes estimadas em 7,0 ou mais, todas ocorrendo em um período de 3 meses entre dezembro de 1811 e fevereiro de 1812. As estimativas de magnitude e epicentros são baseadas em interpretações de relatos históricos e podem variar.

### 25 de dezembro de 1699
O primeiro registro escrito conhecido de um sismo sentido na zona sísmica de New Madrid foi de um missionário francês viajando até o Mississippi com um grupo de exploradores. Às 13h no dia de Natal de 1699, em um local próximo à atual localização de Memphis.

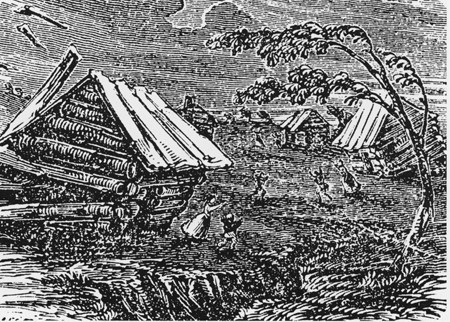
The Great Earthquake of New Madrid, uma xilogravura do século XIX, por R. M. Devens - Our First Century (1877)

### Série de sismos de 1811–1812
- 16 de dezembro de 1811, o epicentro ocorreu no nordeste do Arkansas,[5] provavelmente na falha de Cottonwood Grove;[6] causou apenas danos leves às estruturas feitas pelo homem, principalmente por causa da população esparsa na área epicentral. A futura localização de Memphis, Tennessee, foi classificada como sendo um sismo de nível nove na escala de Mercalli. Um seiche sísmico propagou-se rio acima. Elevações locais do solo e a visão das ondas de água movendo-se rio acima deram aos observadores a impressão de que o rio Mississippi estava fluindo para trás. Em New Madrid, as árvores foram derrubadas e as margens dos rios desabaram. Este evento sacudiu janelas e móveis em Washington, D.C, tocou sinos em Richmond, Virgínia, espirrou água de poços e sacudiu casas em Charleston, Carolina do Sul, e arrancou gesso de casas em Colúmbia, Carolina do Sul. Em Jeffersonville, Indiana, diversos moveis das casas saíram do lugar em Lebanon, Ohio, os residentes fugiram de suas casas.[7] Observadores em Herculaneum, Missouri, chamaram de "severo" e disseram que o sismo durou de 10 a 12 minutos.[8] Os tremores secundários foram sentidos a cada 6 e 10 minutos, num total de 27. Muitos dos tremores secundários também foram sentidos em todo o leste dos Estados Unidos, embora com menos intensidade do que o sismo inicial.[8]
- 16 de dezembro de 1811, às vezes denominado como o "Choque do amanhecer", ocorreu às 7h15 da manhã; com o epicentro no nordeste do Arkansas.[5]
- 23 de janeiro de 1812, ocorreu às 9h15 da manhã com o epicentro em torno de New Madrid,[5] embora isso seja contestado.[6] Este foi provavelmente o menor dos dois sismos principais, mas resultou em uma deformação generalizada no solo, deslizamentos de terra e fissuras. Um ponto de vista minoritário afirma que o epicentro deste sismo foi no sul de Illinois. Um painel de especialistas de 2011 pediu mais pesquisas para esclarecer este ponto, afirmando que a hipótese de Illinois significaria que existe uma seção extensa de falha, talvez ainda carregada e capaz de hospedar um grande sismo no futuro.[5][9]
- 7 de fevereiro de 1812, o epicentro ocorreu próximo a New Madrid, Missouri. Este foi o maior evento da série e destruiu a cidade de New Madrid.[5] Em St. Louis, Missouri, muitas casas foram severamente danificadas e suas chaminés foram destruídas. O sismo parece ter ocorrido na fenda de Reelfoot, um segmento de falha reversa que cruza sob o rio Mississippi.[9]

### 1812–1900
Centenas de tremores secundários da série 1811–1812 se seguiram ao longo de um período de vários anos. Os tremores secundários fortes o suficiente para serem sentidos ocorreram até 1817. Os maiores sismos que ocorreram desde então foram em 4 de janeiro de 1843 e 31 de outubro de 1895, com estimativas de magnitude de 6,0 e 6,6, respectivamente. O evento de 1895 teve seu epicentro perto de Charleston, Missouri. O sismo danificou virtualmente todos os edifícios em Charleston, criou vulcões de areia pela cidade, rachou um píer na ponte ferroviária em Cairo, Illinois e destruiu chaminés em St. Louis, Missouri; Memphis, Tennessee; Gadsden, Alabama; e Evansville, Indiana.

## Atividade no século XX
O maior sismo na zona de New Madrid do século XX foi um sismo de magnitude 5,4 (embora tenha sido relatado como 5,5 na época) em 9 de novembro de 1968, perto de Dale, Illinois. O sismo danificou um prédio cívico em Henderson, Kentucky, e foi sentido em 23 estados. Pessoas em Boston, Massachusetts disseram que seus prédios balançaram. Na época do sismo, foi o maior sismo registrado com epicentro em Illinois na história registrada daquele estado. Em 2008, na Zona Sísmica do Vale de Wabash, um sismo de magnitude 5,4 semelhante ocorreu com seu epicentro em Illinois perto de West Salem e Mount Carmel. Instrumentos foram instalados dentro e ao redor da área em 1974 para monitorar de perto a atividade sísmica. Desde então, mais de 4000 sismos foram registrados, a maioria dos quais pequenos demais para serem sentidos. Em média, um sismo por ano é grande o suficiente para ser sentido na área.

## Geologia

Estrutura geológica da fenda de Reelfoot.

As falhas responsáveis pela zona sísmica de New Madrid são incorporados em uma característica geológica do subsolo conhecida como fenda de Reelfoot que se formou durante o rompimento do supercontinente Rodínia na era Neoproteozoica.[carece de fontes] O sistema de fenda resultante não conseguiu dividir o continente, mas permaneceu como um aulacogênio (uma cicatriz ou zona de fraqueza) no subsolo e suas falhas antigas parecem ter tornado a crosta terrestre na área de New Madrid mecanicamente mais fraca do que muito do resto da América do Norte. Esta fraqueza relativa é importante, porque permitiria que as forças compressivas leste-oeste relativamente pequenas associadas à contínua deriva continental da placa norte-americana reativassem falhas antigas em torno de New Madrid, tornando a área excepcionalmente sujeita a sismos, apesar de ser distante do limite da placa tectônica mais próximo. Como outras fissuras antigas são conhecidas na América do Norte, mas nem todas estão associadas a sismos modernos, outros processos podem estar em ação para aumentar localmente o estresse mecânico nas falhas de New Madrid. Além disso, sugeriu-se que alguma forma de aquecimento na litosfera abaixo da área está tornando as rochas profundas mais plásticas, o que concentraria a tensão de compressão na área subterrânea mais rasa onde ocorre a falha.

## Potencial para futuros terremotos

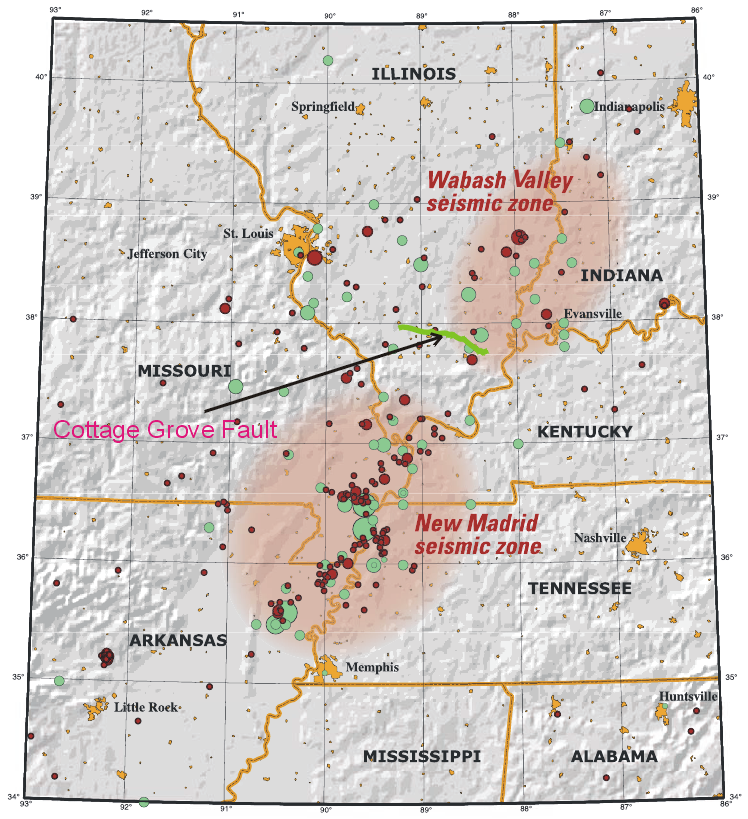
Terremotos nas zonas sísmicas de New Madrid e Wabash Valley

Em um relatório apresentado em novembro de 2008, a Agência Federal de Gestão de Emergências (FEMA) advertiu que um grave sismo na zona de New Madrid poderia resultar em "diversas perdas econômicas devido a um desastre natural nos Estados Unidos", prevendo ainda danos "generalizados e catastróficos" em toda a Alabama, Arkansas, Illinois, Indiana, Kansas, Kentucky, Mississippi, Missouri, Oklahoma, Texas e particularmente no Tennessee, onde um sismo de magnitude 7,7 causaria danos a dezenas de milhares de estruturas afetando a distribuição de água, sistemas de transporte e outras infraestruturas vitais. O abalo também deve resultar em milhares de fatalidades, com mais de 4.000 das fatalidades esperadas apenas em Memphis. O potencial para a recorrência de grandes sismo e seus efeitos hoje em cidades densamente povoadas dentro e ao redor da zona sísmica gerou muitas pesquisas dedicadas ao entendimento. Ao estudar as evidências de abalos anteriores e monitorar de perto o movimento do solo e a atividade atual dos sismos, os cientistas tentam entender suas causas e intervalos de recorrência. Em outubro de 2009, uma equipe composta por pesquisadores da Universidade de Illinois e Virginia Tech chefiada por Amr S. Elnashai, financiada pela FEMA, considerado um cenário onde todos os três segmentos da falha de New Madrid se romperam simultaneamente com uma magnitude total do sismo de 7,7. O relatório descobriu que haveria danos significativos nos oito estados estudados - Alabama, Arkansas, Illinois, Indiana, Kentucky, Mississippi, Missouri e Tennessee - com a probabilidade de danos adicionais em estados mais distantes da zona sísmica. Tennessee, Arkansas e Missouri seriam os mais severamente afetados, e as cidades de Memphis, Tennessee e St. Louis, Missouri, seriam severamente danificadas. O relatório estimou 86 000 vítimas, incluindo 3500 mortos, 715 000 prédios danificados e 7,2 milhões de pessoas desabrigadas, com dois milhões de pessoas procurando abrigo, principalmente devido à falta de serviços de utilidade pública. As perdas econômicas diretas, de acordo com o relatório, seriam de pelo menos US $ 300 bilhões de dólares.

### Previsão de Iben Browning em 1990
Em fevereiro de 1989, o autoproclamado climatologista Iben Browning, que afirmou ter previsto a erupção do Monte Santa Helena em 1980 e o sismo de Loma Prieta de 1989 - previu uma probabilidade de 50% de um sismo de magnitude 6,5 a 7,5 na área de New Madrid em algum momento entre 1 de dezembro e 5 de dezembro de 1990. Browning parece ter baseado esta previsão em forças de maré particularmente fortes que eram esperadas durante aquele tempo, e sua opinião de que um sismo em New Madrid estava "atrasado"; no entanto, os sismólogos geralmente concordam que não existe correlação entre marés e sismos. O Serviço Geológico dos Estados Unidos (USGS) solicitou uma avaliação da previsão por um conselho consultivo de cientistas da terra, que concluiu, "a previsão não tem validade científica." Apesar da falta de suporte científico, a previsão de Browning foi amplamente divulgada na mídia internacional, causando alarme público. O período passou sem nenhuma atividade sísmica importante em New Madrid ou ao longo da falha geológica de 190 km (120 milhas).

### Incerteza sobre o potencial de recorrência
A falta de movimento aparente de terra ao longo do sistema de falhas de New Madrid há muito intrigava os cientistas. Em 2009, dois estudos baseados em oito anos de medições GPS indicaram que as falhas se moviam a não mais do que 0,2 mm (0,0079 pol.) Por ano. Isso contrasta com a taxa de deslizamento na Falha de San Andreas, que é em média de 37 mm (1,5 pol.) Por ano em toda a Califórnia. Em 13 de março de 2009, um grupo de pesquisa da Universidade do Noroeste e da Universidade Purdue, financiado pelo Serviço Geológico dos Estados Unidos, relatou na Science e em outras revistas que o sistema de New Madrid pode estar "fechando" e que o estresse tectônico pode agora estar se acumulando em outro lugar. Seth Stein, o líder do grupo de pesquisa, publicou essas opiniões em um livro, Disaster Deferred, em 2008. Embora algumas dessas ideias tenham ganhado alguma aceitação entre os pesquisadores, elas não foram aceitas pelo Conselho Nacional de Avaliação de Previsões de Sismos (National Earthquake Prediction Evaluation Council), que assessora o Serviço Geológico dos Estados Unidos. Na edição de 5 de novembro de 2009 da revista Nature, pesquisadores da Universidade do Noroeste e da Universidade do Missouri disseram que, devido à falta de movimento das falhas, os sismos ao longo das falhas podem ser apenas réplicas dos sismos de 1811–1812. De acordo com o Serviço Geológico dos Estados Unidos, existe um amplo consenso de que a possibilidade de grandes sismos na zona de New Madrid continua sendo uma preocupação e que os dados do GPS não fornecem um caso convincente para diminuir os riscos de sismos percebidos na região. Uma preocupação é que os pequenos sismos que ainda acontecem não estão diminuindo com o tempo, como aconteceria se fossem as réplicas dos eventos de 1811–1812; outro é que o registro arqueológico de 4.500 anos de grandes abalos na região é mais significativo do que 10 anos de medição direta de deformação. O Serviço Geológico dos Estados Unidos publicou um informativo em 2009 afirmando a estimativa de 7–10% de chance de um sismo de New Madrid de magnitude comparável a um dos sismos de 1811–1812 nos próximos 50 anos, e uma chance de 25–40% de magnitude 6,0 no mesmo período. Em julho de 2014, o Serviço Geológico dos Estados Unidos aumentou a avaliação de risco para a área de New Madrid.